# Lillträsket, Åland
Lillträsket är en insjö på Åland (Finland). Den ligger i den östra delen av landskapet, 24 km nordost om huvudstaden Mariehamn. Lillträsket ligger 47 meter över havet. Den ligger på ön Fasta Åland.